# Albumy numer jeden w roku 1980 (USA)
Lista najlepiej sprzedających się albumów w Stanach Zjednoczonych w 1980 tworzona przez magazyn Billboard na podstawie Billboard 200.

## Historia notowania
| Data publikacji | Album                                     | Artysta                            |
| --------------- | ----------------------------------------- | ---------------------------------- |
| 5 stycznia      | On the Radio: Greatest Hits Volumes 1 & 2 | Donna Summer                       |
| 12 stycznia     | Bee Gees Greatest                         | Bee Gees                           |
| 19 stycznia     | The Wall                                  | Pink Floyd                         |
| 26 stycznia     | The Wall                                  | Pink Floyd                         |
| 2 lutego        | The Wall                                  | Pink Floyd                         |
| 9 lutego        | The Wall                                  | Pink Floyd                         |
| 16 lutego       | The Wall                                  | Pink Floyd                         |
| 23 lutego       | The Wall                                  | Pink Floyd                         |
| 1 marca         | The Wall                                  | Pink Floyd                         |
| 8 marca         | The Wall                                  | Pink Floyd                         |
| 15 marca        | The Wall                                  | Pink Floyd                         |
| 22 marca        | The Wall                                  | Pink Floyd                         |
| 29 marca        | The Wall                                  | Pink Floyd                         |
| 5 kwietnia      | The Wall                                  | Pink Floyd                         |
| 12 kwietnia     | The Wall                                  | Pink Floyd                         |
| 19 kwietnia     | The Wall                                  | Pink Floyd                         |
| 26 kwietnia     | The Wall                                  | Pink Floyd                         |
| 3 maja          | Against the Wind                          | Bob Seger & the Silver Bullet Band |
| 10 maja         | Against the Wind                          | Bob Seger & the Silver Bullet Band |
| 17 maja         | Against the Wind                          | Bob Seger & the Silver Bullet Band |
| 24 maja         | Against the Wind                          | Bob Seger & the Silver Bullet Band |
| 31 maja         | Against the Wind                          | Bob Seger & the Silver Bullet Band |
| 7 czerwca       | Against the Wind                          | Bob Seger & the Silver Bullet Band |
| 14 czerwca      | Glass Houses                              | Billy Joel                         |
| 21 czerwca      | Glass Houses                              | Billy Joel                         |
| 28 czerwca      | Glass Houses                              | Billy Joel                         |
| 5 lipca         | Glass Houses                              | Billy Joel                         |
| 12 lipca        | Glass Houses                              | Billy Joel                         |
| 19 lipca        | Glass Houses                              | Billy Joel                         |
| 26 lipca        | Emotional Rescue                          | The Rolling Stones                 |
| 2 sierpnia      | Emotional Rescue                          | The Rolling Stones                 |
| 9 sierpnia      | Emotional Rescue                          | The Rolling Stones                 |
| 16 sierpnia     | Emotional Rescue                          | The Rolling Stones                 |
| 23 sierpnia     | Emotional Rescue                          | The Rolling Stones                 |
| 30 sierpnia     | Emotional Rescue                          | The Rolling Stones                 |
| 6 września      | Emotional Rescue                          | The Rolling Stones                 |
| 13 września     | Hold Out                                  | Jackson Browne                     |
| 20 września     | The Game                                  | Queen                              |
| 27 września     | The Game                                  | Queen                              |
| 4 października  | The Game                                  | Queen                              |
| 11 października | The Game                                  | Queen                              |
| 18 października | The Game                                  | Queen                              |
| 25 października | Guilty                                    | Barbra Streisand                   |
| 1 listopada     | Guilty                                    | Barbra Streisand                   |
| 8 listopada     | The River                                 | Bruce Springsteen                  |
| 15 listopada    | The River                                 | Bruce Springsteen                  |
| 22 listopada    | The River                                 | Bruce Springsteen                  |
| 29 listopada    | The River                                 | Bruce Springsteen                  |
| 6 grudnia       | Guilty                                    | Barbra Streisand                   |
| 13 grudnia      | Kenny Rogers' Greatest Hits               | Kenny Rogers                       |
| 20 grudnia      | Kenny Rogers' Greatest Hits               | Kenny Rogers                       |
| 27 grudnia      | Double Fantasy                            | John Lennon featuring Yoko Ono     |